# Варненски залив
Варненският залив (от 14 март 1950 г. до 19 януари 1962 г. Сталински залив) е разположен в северната част на Българското Черноморие. Той е заключен между носовете Св. Константин и Иланджик. Най-голямата му широчина между тях е 3,5 морски мили. След Бургаския залив той е най-големият в Българското черноморско крайбрежие. Плажната ивица е покрита с пясък, а централната част с тинести утайки. Заливът има равно дъно, което е наклонено на изток. Максималната му дълбочина е 18,5 м. В западната си част той се свързва изкуствено с Варненското езеро, което оказва голямо влияние върху биологичното разнообразие и на двата басейна. По протежение на залива е разположен третият по-големина град в България – Варна.

## Галерия
- Изглед през Варненския залив, в далечината нос Галата, ограждащ от юг залива.
- Ветроходки в залива.
- Изглед от града, 1901.
- Разрушителят USS Truxtun (DDG 103) във Варненския залив.
- Варненският залив след Освобождението.
- Варненския залив, 1939 г.
- Аерофотография на плажа при Втора буна, Варненски залив, 1998 г.